# Royal Scots Dragoon Guards

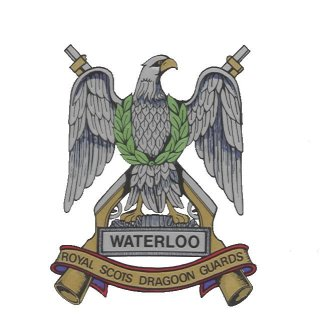
Royal Scots Dragoon Guards

Les Royal Scots Dragoon Guards sont un régiment de cavalerie britannique. Héritier des Royal Scots Greys, il s'agit du plus ancien régiment de cavalerie encore en service au sein de l'armée britannique.
Un musée, abrité dans le château d'Édimbourg, abrite les collections du régiment.